# Ignác Amsel
Ignác Amsel (* 17. Januar 1899 in Budapest; † 15. Juli 1974 ebenda) war ein ungarischer Fußballtorwart. Er spielte neunmal für die Nationalmannschaft.

## Karriere

### Vereine
Amsel debütierte im Seniorenbereich in der Saison 1920/21 für den Kispesti Athlétikai Club, der sich am 1. Januar 1950 – bedingt durch die Eingemeindung der eigenständigen Stadt Kispest zu Budapest – den Namen Budapest Honvéd SE gab, in der höchsten Spielklasse Ungarns. Danach folgte eine Spielzeit für den unterklassigen Verein Békéscsaba Előre aus der  gleichnamigen Kleinstadt im Südosten Ungarns. Von 1922 bis 1925 und von 1927 bis 1933 spielte er für Ferencváros Budapest, mit dem er während seiner zweiten Zugehörigkeit je zweimal die Meisterschaft und den nationalen Vereinspokal gewann. Dazwischen bestritt er zwei Spielzeiten für den unterklassigen italienischen Verein US Anconitana. Ferner gewann er mit Ferencváros Budapest 1928 den internationalen Wettbewerb um den Mitropapokal, der nach zwei Finalspielen (7:1-Sieg im heimischen Hinspiel, 3:5 im Rückspiel) gegen den SK Rapid Wien gewonnen wurde.

### Nationalmannschaft
Amsel absolvierte neun Länderspiele für die ungarische Nationalmannschaft; zwei endeten siegreich, drei unentschieden und vier wurden verloren. Sein Debüt gab er am 18. Dezember 1921 in Budapest beim 1:0-Sieg im Testspiel gegen die polnische Nationalmannschaft. Sein letztes Spiel im Nationaltrikot bestritt er am 22. März 1931 in Prag beim 3:3 im Testspiel gegen die Nationalmannschaft der ČSSR.

## Erfolge
- Mitropapokal-Sieger 1928
- Ungarischer Meister 1928, 1932
- Ungarischer Pokalsieger 1928, 1933